# Fisketuren
|  | Denne artikel er oprettet af botten Steenthbot ud fra en ekstern database. Den kan derfor have sproglige fejl eller mangler. Denne skabelon kan fjernes efter kontrol af indholdet. |

Fisketuren er en dansk undervisningsfilm fra 1977 instrueret af Werner Hedman og efter manuskript af Astrid Henning-Jensen.

## Handling
To drenge skal ud og fiske og kører hjemmefra på deres cykler. Undervejs kommer de ud for flere farlige situationer. Opmærksomhed på andre trafikanter er vigtigt. Fx er der noget, der hedder 'blinde vinkler'.
Færdselsundervisning beregnet for 3. klasse og opefter.

## Medvirkende
- Bo Mainz
- Bettina Clausen
- Anders Ditlev-Christiansen